# Spichlerz Polskiego Rocka
Spichlerz Polskiego Rocka w Jarocinie – oddział Muzeum Regionalnego w Jarocinie. Placówka zajmuje się gromadzeniem, opracowywaniem i udostępnianiem materiałów dokumentujących historię polskiej muzyki rockowej od lat 50. XX wieku po czasy współczesne.

## Siedziba
Oddział zlokalizowano w specjalnie zaadaptowanym na ten cel dawnym spichlerzu zbożowym, w zabytkowej strefie centrum miasta. Obiekt oprócz działalności badawczo-wystawienniczej jest miejscem realizacji koncertów i projektów kulturalnych.

## Historia
Muzeum Regionalne w Jarocinie uzyskało w 2010 dofinansowanie na realizację zadania Spichlerz Polskiego Rocka z Wielkopolskiego Regionalnego Programu Operacyjnego na lata 2007–2013, priorytet VI: Turystyka i środowisko kulturowe, działanie 6.2: Rozwój kultury i zachowanie dziedzictwa kulturowego, schemat II.
Spichlerz otwarto 17 lipca 2014.

## Zbiory

Fragment multimedialnej ekspozycji

Główna część zbiorów dotyczy jarocińskich festiwali rockowych odbywających się w mieście od 1970, zwanych przez pierwszą dekadę Wielkopolskimi Rytmami Młodych. Zwiedzający może obejrzeć bogatą dokumentację fotograficzną wykonaną podczas kolejnych edycji festiwalu przez profesjonalnych fotografów, amatorów, a także przez funkcjonariuszy aparatu bezpieczeństwa. Dostępne są oryginalne nagrania muzyczne i filmowe z koncertów oraz filmy dokumentalne pokazujące fenomen Jarocina. 
Ekspozycja stała ma charakter multimedialny. Autorem scenariusza są Robert Jarosz i Leszek Gnoiński. Projekt aranżacyjny opracowała firma Kłaput Project s.c. prowadzona przez Jarosława Kłaputa i Barbarę Kłaput. 